# Hallithimmanahalli, Arsikere
Hallithimmanahalli là một làng thuộc tehsil Arsikere, huyện Hassan, bang Karnataka, Ấn Độ.